# Chusquea peruviana
Chusquea peruviana là một loài thực vật có hoa trong họ Hòa thảo. Loài này được E.G.Camus mô tả khoa học đầu tiên năm 1913.